# Nebmaatre
Nebmaatre je priimek (prenomen) slabo dokazanega vladarja iz drugega vmesnega obdobja Egipta. Vladar je verjetno spadal v zgodnjo Sedemnajsto egipčansko dinastijo in kot tak verjetno vladal v tebanski regiji. Jürgen von Beckerath je prepričan, da je bil vladar iz pozne Šestnajste dinastije.

## Dokazi
Priimek (prenomen) Nebmaatre je dokazan na bronasti sekiri, odkriti v grobnici v Mostageddi v Srednjem Egiptu (Britanski muzej,  kataloška številka BM EA 63224). Isti priimek je napisan na amuletu neznanega porekla, izdelanem iz črnega lojevca v  obliki leva, ki je na ogled v Petriejevem muzeju (kataloška številka 11587). Lastništvo obeh artefaktov je nekoliko nezanesljivo, ker je imel priimek Nebmaatre tudi faraon Amenhotep III. Ker je sekira zagotovo iz drugega vmesnega obdobja, amulet pa zelo grobo izdelan, se priimek skoraj zagotovo ne nanaša na Amenhotepa III. Petrie je predlagal, da se amulet pripiše Ibiju, zameglenemu vladarju iz pozne Trinajste dinastije, katerega priimek je delno ohranjen na Torinskem seznamu kraljev kot »[...]maatre«. Nedavna Ryholtova raziskava Torinskega seznama izključuje možnost, da bi bil pred imenom »[...]maatre« hieroglif »neb«.

## Kronološki položaj
Nebmaatrejev kronološki položaj v drugem vmesnem obdobju Egipta je zelo nezanesljiv. Egiptolog Jürgen von Beckerath je predlagal, da se ga uvrsti v  mešano Petnajsto/Šestnajsto dinastijo, v kateri je videl izključno hiške vladarje. Kim Ryholt je v nasprotju z njim postavil hipotezo, da je bil Nebmaatre vladar  Sedemnajste dinastije, vendar njegovega položaja v dinastiji ni določil. Ryholtova datacija temelji na ugotovitvi, da so glavo sekire z Nebmaatrejevim imenom odkrili v grobu, ki je spadal v eno od srednjenubijskih kultur. Nubijci so bili najemniki  vladarjev iz Sedemnajste egipčanske dinastije in se borili proti Hiksom. Egiptolog Darrell Baker poudarja, da so tebanski kralji tistem času svoje najemnike verjetno resnično oborožili s takšnim orožjem.